# Kitagawa
Kitagawa (jap. 北川村 Kitagawa-mura) – wieś w Japonii, na wyspie Sikoku, w prefekturze Kōchi. Według danych na rok 2020 miejscowość zamieszkiwało 1 146 mieszkańców , a gęstość zaludnienia wyniosła 5,8 os./km².